# Арифрон (отец Ксантиппа)
Арифрон (др.-греч. Αρίφρων) — афинский политик VI—V веков до н. э., отец стратега Ксантиппа и дед Перикла. Представитель аристократического рода Бузигов. Антиковеды на основании данных эпиграфики и анализа источников пришли к выводу, что Арифрон был достаточно влиятельной фигурой в Древних Афинах. Об этом свидетельствуют политические браки, которые породнили его с наиболее влиятельными и знатными людьми города. Арифрон занимал должность притана навкрарии, то есть руководителя одного из военных округов Аттики. Своё влияние использовал для возвышения сына Ксантиппа.

## Происхождение
Арифрон был представителем Бузигов. Этот древний жреческий род отвечал за один из локальных культов. В его обязанности входило содержание священных быков в Элевсине. Имя некоего Арифрона, по всей видимости, представителя того же рода Бузигов, фигурирует в списке архонтов Афин. Резиденцией рода был Холарг, впоследствии одноимённый дем городской триттии филы Акамантида в долине Кефиса, располагавшийся к северо-западу от Афин.
Семья Арифрона была приближена к тирану Писистрату. В Оксиринхском папирусе (Р. Оху. IV. 664) был обнаружен философский диалог. Его темой стали достоинства и недостатки тирании. Действие происходит при дворе Писистрата. В качестве одного из действующих лиц выведен некий Арифрон, который, с его слов, побывал у коринфского тирана Периандра. Т. Фигуейра высказал предположение, что речь идёт об Арифроне, отце Ксантиппа. И. Е. Суриков подчёркивает, что данное предположение неверно. Коринфский тиран Периандр умер в 587 году до н. э. На момент его посещения Арифрону должно было быть как минимум 20 лет. Наличие у человека, которому в 580-х годах до н. э. было около 20 лет, сына, ставшего знаменитым полководцем в 480-х годах до н. э., выглядит крайне сомнительным. Несомненным, по мнению Сурикова, является отнесение данного Арифрона к семейству Бузигов. Также информация из Оксиринхского папируса свидетельствует о тесных связях Бузигов с Писистратидами, их принадлежности к ближнему кругу при дворе афинских тиранов.
И. Е. Суриков проанализировал один из сохранившихся остраконов 480-х годов до н. э. с надписью «Арифрон сын Ксантиппа». В это время внук Арифрона, также Арифрон, был несовершеннолетним. Соответственно его нельзя рассматривать в качестве кандидата на изгнание. Если учитывать традицию характерную для древних греков называть старшего сына именем деда, то генеалогическое древо Арифрона может выглядеть следующим образом: Арифрон (род. около 620—615 годов до н. э., который упомянут в Оксиринхском папирусе) → Ксантипп (род. около 590—585 годов до н. э.) → Арифрон (род. около 560—555 годов до н. э.) → Ксантипп (род. около 526 года до н. э.) → Арифрон (род. около 495 года до н. э.) и Перикл (род. около 494 года до н. э.).

## Биография
Из античных письменных источников о жизни Арифрона ничего неизвестно, за исключением того, что он был отцом знаменитого военачальника Ксантиппа. Антиковеды произвели реконструкцию жизни Арифрона. В 546 году до н. э., после изгнания Писистратом Алкмеонидов из Афин, Бузиги, судя по всему, остались в городе. После смерти Писистрата его дети Гиппий и Гиппарх примирились с изгнанниками, после чего Алкмеониды вернулись в Афины. Этот род, не в последнюю очередь благодаря политическим бракам, быстро восстановил своё влияние. Арифрон женился на сестре наиболее видных представителей Алкмеонидов Клисфена и Гиппократа. Её имя исторические источники не сохранили. Гиппократ женился на дочери тирана Гиппия. От этого брака родилась Агариста. У Арифрона родилось по меньшей мере два ребёнка — дочь, имя которой не сохранилось, и сын Ксантипп.
В 514 году до н. э., после неудавшегося заговора Гармодия и Аристогитона по свержению тирании, Алкмеонидов вновь изгнали из Афин. На этот раз с ними в изгнание отправились и Бузиги. Брак между дочерью Гиппия и Гиппократом расторгли. Гиппократ женился во второй раз на своей племяннице, дочери Арифрона. Впоследствии за Ксантиппа выдали замуж дочь Гиппократа от первого брака Агаристу.
Арифрон был достаточно заметной фигурой в Афинах второй половины VI века до н. э., о чём свидетельствуют политические браки, которые породнили его с наиболее знатными и влиятельными жителями Афин. Согласно проведенным Т. Фигуейрой эпиграфическим исследованиям остракона с ругательным куплетом в адрес Ксантиппа, Арифрон был пританом (старостой) одной из навкрарий, то есть военного округа Аттики. Арифрон использовал своё влияние, чтобы возвысить сына Ксантиппа, впоследствии знаменитого стратега, на некоторое время ставшего лидером группировки Алкмеонидов.